# SEAL Team
SEAL Team es una serie de televisión dramática estadounidense creada por Benjamin Cavell. La serie se estrenó el 27 de septiembre de 2017 por CBS. La serie está protagonizada por David Boreanaz, Max Thieriot, Neil Brown Jr., Jessica Paré, A. J. Buckley y Toni Trucks.
En mayo de 2021, la serie fue renovada para una quinta temporada y fue movida a Paramount+. En enero de 2023, la serie fue renovada para un séptima y última temporada, que se estrenó el 11 de agosto de 2024.

## Sinopsis
La serie sigue las vidas de un equipo SEAL, operadores de élite de la Armada de los Estados Unidos mientras entrenan, planean y ejecutan las misiones más peligrosas y de alto riesgo.
El grupo conformado por Jason Hayes, el respetado y comprometido líder de la fuerza de asalto; Sonny Quinn, un hombre autodestructivo y nervioso, pero leal; Clay Spenser, un SEAL extremadamente capaz, pero profundamente inseguro bajo su aparente fanfarronería; Ray Perry, el miembro más veterano del equipo y amigo de Jason; y Lisa Davis, la suboficial de logística encargada de guiar a los SEALs y su equipamiento donde sea necesario. A ellos se les une Mandy Ellis, una inteligente analista de la CIA.

## Reparto

### Principales
- David Boreanaz como Jason Hayes[7]
- Max Thieriot como Clay Spenser (temporadas 1–6)[8]
- Neil Brown Jr. como Ray Perry[9]
- Jessica Paré como Mandy Ellis (temporadas 1–4; recurrente temporadas 5–7)[10]
- A.J. Buckley como Sonny Quinn[11]
- Toni Trucks como Lisa Davis[12]
- Judd Lormand como Eric Blackburn (temporadas 2–4; recurrente temporadas 1, 5–7)[13]
- Raffi Barsoumian como Omar Hamza (temporadas 6–7)
- Beau Knapp como Laurance A. «Drew» Franklin IV (temporada 7)

### Recurrentes
- Tyler Grey como Trent Sawyer
- Justin Melnick como Brock Reynolds
- Dita The Hair Missile Dog como Cerberus
- Michael Irby como Adam Seaver
- Ruffin Prentiss como Summer Kairos
- Scott Foxx como Scott Carter
- Lucca De Oliveira como Victor Lopez
- Tim Chiou como Michael Chen
- Alona Tal como Stella
- Michaela McManus como Alana Hayes
- Kerri Medders como Emma Hayes
- Ammon Jacob Ford como Michael «Mikey» Hayes
- Wendy Phillips como Linda Hayes
- Parisa Fakhri como Naima Perry
- C. Thomas Howell como Ash Spenser

## Episodios
| Temporada | Temporada | Episodios | Episodios | Emisión original         | Emisión original        | Emisión original |
| Temporada | Temporada | Episodios | Episodios | Primera emisión          | Última emisión          | Cadena           |
| --------- | --------- | --------- | --------- | ------------------------ | ----------------------- | ---------------- |
|           | 1         | 22        | 22        | 27 de septiembre de 2017 | 16 de mayo de 2018      | CBS              |
|           | 2         | 22        | 22        | 3 de octubre de 2018     | 22 de mayo de 2019      | CBS              |
|           | 3         | 20        | 20        | 2 de octubre de 2019     | 3 de mayo de 2020       | CBS              |
|           | 4         | 16        | 16        | 2 de diciembre de 2020   | 26 de mayo de 2021      | CBS              |
|           | 5         | 14        | 14        | 10 de octubre de 2021    | 23 de enero de 2022     | CBS / Paramount+ |
|           | 6         | 10        | 10        | 18 de septiembre de 2022 | 20 de noviembre de 2022 | Paramount+       |
|           | 7         | 10        | 10        | 11 de agosto de 2024     | 6 de octubre de 2024    | Paramount+       |

## Producción

### Desarrollo
SEAL Team recibió una orden de un piloto en CBS en enero de 2017, y se ordenó como serie en mayo de 2017. La serie es dirigida por Christopher Chulack y cuenta con el escritor Benjamin Cavell. En la producción cuenta con Todd Lewis, también con los productores ejecutivos Cavell, Sarah Timberman, Carl Beverly, Ed Redlich y Christopher "Chris" Chulack, junto al coproductor Steve Heth y el coproductor ejecutivo Joseph Zolfo. La cinematografía está a cargo de Gonzalo Amat y tiene el apoyo de las compañías productoras "CBS Television Studios" y "Timberman/Beverly Productions", y la compañía de distribución por "CBS Television Distribution". El 17 de mayo del 2017, se anunció que la serie sería transmitida todos los miércoles de 9:00pm.
El 12 de octubre del mismo año se anunció que la serie había sido autorizada para tener una temporada completa, y se ordenó que la primera temporada estuviera conformada por un total de 22 episodios. El 27 de marzo de 2018, CBS renovó la serie por una segunda temporada, que se estrenó el 3 de octubre de 2018. El 22 de mayo de 2018, se informó que tanto Cavell como Redlich abandonaban sus funciones como productor ejecutivo y showrunner, y John Glenn lo reemplazaba como showrunner. Spencer Hudnut sustituyó a John Glenn como showrunner en 2019 tras una investigación interna de CBS que acabó con su despido y la cancelación de su contrato general. El 14 de mayo de 2021, se informó de que la serie estaba en conversaciones para trasladarse al servicio de streaming Paramount+ si se renovaba para una quinta temporada; si se llegaba a un acuerdo, la serie emitiría algunos de sus episodios de la quinta temporada en CBS antes de trasladarse a Paramount+. Cuatro días después se concretó el acuerdo.
El 1 de febrero de 2022, Paramount+ renovó la serie para una sexta temporada que se estrenó el 18 de septiembre de 2022. El 18 de enero de 2023, Paramount+ renovó la serie para una séptima temporada. El 14 de noviembre de 2023, se anunció que la séptima temporada sería la última de la serie.

### Casting
Originalmente el papel del soldado Jason Hayes sería interpretado por el actor Jim Caviezel, sin embargo el 22 de marzo de 2017 se anunció que David Boreanaz reemplazaría a Jim quien había dejado el proyecto debido a diferencias creativas. El 8 de marzo de 2017, se reportó que A.J. Buckley interpretaría a Sonny. El 15 de agosto de 2018, se informó que Judd Lormand había sido ascendido al reparto principal para la segunda temporada.

## Recepción

### Audiencias
| Temporada | Horario (ET)                                                        | Episodios | Primera emisión          | Primera emisión      | Última emisión        | Última emisión       | Ranking | Promedio de espectadores (millones) |
| Temporada | Horario (ET)                                                        | Episodios | Fecha                    | Audiencia (millones) | Fecha                 | Audiencia (millones) | Ranking | Promedio de espectadores (millones) |
| --------- | ------------------------------------------------------------------- | --------- | ------------------------ | -------------------- | --------------------- | -------------------- | ------- | ----------------------------------- |
| 1         | miércoles 9:00 p. m.                                                | 22        | 27 de septiembre de 2017 | 9.88                 | 16 de mayo de 2018    | 6.14                 | 28      | 9.87                                |
| 2         | miércoles 9:00 p. m. (eps. 1-13) miércoles 10:00 p. m. (eps. 14-22) | 22        | 3 de octubre de 2018     | 5.02                 | 22 de mayo de 2019    | 4.24                 | 39      | 8.29                                |
| 3         | miércoles 9:00 p. m.                                                | 20        | 2 de octubre de 2019     | 5.25                 | 6 de mayo de 2020     | 4.54                 | 33      | 8.02                                |
| 4         | miércoles 9:00 p. m.                                                | 16        | 2 de diciembre de 2020   | 4.24                 | 26 de mayo de 2021    | 3.84                 | 38      | 6.44                                |
| 5         | domingo 10:00 p. m. domingo 10:30 p. m. (eps. 2-3)                  | 4         | 10 de octubre de 2021    | 3.73                 | 31 de octubre de 2021 | 3.19                 | 42      | 5.83                                |